# Cantón de Flores
Cantón de Flores är en kanton i Costa Rica.   Den ligger i provinsen Heredia, i den centrala delen av landet, 10 km nordväst om huvudstaden San José.